# Андрюс Мамонтовас
Андрюс Мамонтовас (лит. Andrius Mamontovas; • 23 серпня 1967, Вільнюс) — литовський рок-музикант, продюсер та актор. TV-персона.
Колишній фронтмен культового гурту «Foje».

## Життєпис
Народився у Вільнюсі. Його батько — росіянин з Архангельської області, мати — литовка.

### «Foje»
У жовтні 1983-го, разом зі своїми шкільними друзями, він заснував гурт «Sunki Muzika». Пісні писав Мамантовс — він же став і вокалістом. Почавши з невеликих виступів на шкільних та студентських вечорах, у 1984 вони стали лауреатами фестивалю ВІА середніх шкіл Вільнюса та записали любительські записи перших пісень. Тоді ж гурт змінює свою назву на «Foje».
Пісні колективу з сумними, романтичними текстами та музикої нової хвилі (new wave), вигодно виділялись у тодішний час, коли самим модним був стиль хеві-метал. Після закінчення школи у 1985-му, учасники залишилися без репетаційної бази і подальших планів на майбутнє, як музиканти, не мали — то вони вирішили розійтись. Від цього кроку їх утримало запрошення від організаторів фестивалю «Літуаніка-86». Самобутність пісень та яскрава індивідуальність Мамантоваса привернули увагу преси до гурту. Тоді посміхнулась доля: їм запропонували зйомки у першому литовському музичному фільмі «Щось трапилось» («Kažkas atsitiko»); також записи у телепрограмі Молодіжні ритми. Найкращі пісні Мамонтоваса того часу це «Світло багаття» та «Бережи дитинство» стали гімном покоління, яке зростало в епоху застою у атмосфері обмана та пустих лозунгів.
На початку 1990-х років гурт «Foje» став одним з найуспішніших та найвпливовіших в країні. Загалом видано більше десяти студійних альбомів, кілька вінілових платівок.
Своєрідний ефект мало російське походження фронтмена гурту — Андрюса Мамонтоваса (власне, це Андрій Мамонтов). Табуйований та демонізований образ «колективного росіянина», який приніс Литві окупацію та страждання, має в його особі подобу катарсису — «росіянин» розповів про Литву та потаємні литовські почуття набагато глибше і ясніше, ніж це робили до нього корінні литовці.
У 1997 році Андрюс розпускає колектив, вважаючи, що гурт сказав усе, що міг. Вирішено дати прощальні концерти у найбільших містах Литви — Клайпеді, Каунасі та Вільнюсі. Загальна аудиторія концертів сягнула 60 000 людей — це абсолютний рекорд для Литви.

### Сольна кар'єра
Перший сольний альбом Андрюса вийшов ще за часів існування «Foje», у 1995 році. Напевно він тоді вже починав розуміти, що гурт своє віджив, і рано чи пізно треба було б розпочинати сольний проект.
За 15-річну сольну кар'єру Мамонтовас встиг видати більше 10 сольних альбомів, не враховуючи велику кількість збірок реміксів, компіляцій, синглів та ін. На своїх виступах він виконує і старі «фоєвські» пісні. У складі його концертного гурту є колишній учасник «Foje» — клавішник Арнольдас Лукошюс.
У 2006 році, перед початком національного відбіру до Євробачення, Андрюс ініціював створення супер-гурту «LT United», який складався з зірок литовського шоу-бізнесу. Цей колектив успішно виграв відбір з піснею «We are the Winners» (буквально: «Ми — переможці») і вирушив до Афін, де посів шосте місце у фіналі — найкращий результат Литви на конкурсі.
Також Мамонтовас є ініціатором фестивалю вуличних музикантів, який, починаючи з 1 травня 2007 року, щорічно проводиться у Вільнюсі.
З роками Андрюс починає здобувати визнання у всьому світі — і нещодавно підписав контракт з каліфорнійським лейблом «Forman Bros. Recordings». Триває робота над першим офіційним англомовним альбомом, який буде видано під сценічним псевдонімом «Cloudmaker».

## Акторська кар'єра
Свій перший акторський досвід Андрюс Мамонтовас здобув у шкільних виставах.
У 1986 році гурт «Foje» запросили до зйомок першого музичного литовського фільму «Kažkas atsitiko», де вони виконали свої пісні, а сам Мамонтовас зіграв другорядну роль фронтмена шкільного ансамблю. Фільм був дуже успішним, у ньому знялися основні зірки радянсько-литовської естради, на кшталт Вітаутаса Кярнагіса та ін.
З 1997 року Мамонтовас виконує головну роль у п'єсі режисера Еймунтаса Някрошюса «Гамлет». З цією виставою він успішно гастролював по світу, встигши відвідати такі країни як Мексика, Туреччина, Таїланд. Інша постановка Някрошюса, в який зайнятий Андрюс — це «Іванов» Чехова.
У знятому 2008 року режисером Марісом Мартінсонса кінофільмі «Непотрібні люди» («Nereikalingi žmonės»; «Loss») зіграв роль священика; написав музику до фільму. У Литві фільм дивилися більш 50 000 чоловік: він став третім за доходами фільмом за всю історію литовського кіно.
Фільм представлений на XI Шанхайському міжнародному кінофестивалі, де був відзначений призами за найкращу режисуру і найкращий музичний оформлення. Восени 2009 року на національному кінофестивалі в Латвії «Великий Крістап 2009» стрічка «Непотрібні люди» була визнана найкращим повнометражним ігровим фільмом.
Зіграв роль романтика Пола у спільній латвійсько-гонконгському кінофільмі «Амайя» (сценарист і режисер М. Мартінсонс) за участю японської актриси Каорі Момої і написав музику до фільму (прем'єрні покази у Вільнюсі, Каунасі, Шяуляй і Паневежисі 15 вересня, національна прем'єра в Латвії 17 вересня 2010)).

## Фільмографія
- 1986 — «Щось трапилося» (лит. Kažkas atsitiko)
- 1987 — «Виставка» (Дарюс Адамоніс, режисери Андрюс Шюша і Маріонас Ґедріс)
- 2008 — «Непотрібні люди» (лит. Nereikalingi žmonės)
- 2010 — «Амайа» (лит. Amaya)

## Дискографія

### Сольні альбоми
- Pabėgimas (1995)
- Tranzas (1997)
- Šiaurės naktis. Pusė penkių (1998)
- Mono Arba Stereo (1999)
- Šiaurės Naktis. Pusė Penkių (2000)
- Anapilis (2000)
- Cloudmaker (2000)
- Visi langai žiūri į dangų (2000)
- Cloudmaker. No Reason Why (2001)
- Clubmix.lt (2001)
- O, meile! (2002)
- Beribiam danguje (2003)
- Tadas Blinda (2004)
- Saldi.Juoda.Naktis. (2006)
- Tyla (2006)
- Geltona. Žalia. Raudona (2008)
- Elektroninis dievas (2011)

### Сингли
- Singlas (1995)
- TV Daina (1998)
- Kregždutės, kregždutės (2003)
- Pavasariniai žiedai (2004)
- Kieno tu pusėj? (2009)
- Jie plauna tavo smegenis (2009)